# Woo Jong-Taek
Woo Jong-Taek (koreanisch 우종택) (* 1973 in Yongin) ist ein zeitgenössischer Maler aus Südkorea.

## Leben
1997 erwarb Woo Jong-Taek seinen Abschluss B.F.A. und 2002 seinen M.F.A. an der Akademie für bildende Künste der Chung Ang Universität. Seit Abschluss seines Kunststudiums ist Woo als freischaffender Künstler tätig und seit 2005 sind seine Werke sowohl in nationalen als auch in internationalen Ausstellungen zu sehen, so z. B. in Hamburg, Nürnberg, Seoul und Daegu. Im Jahr 2015 leitete Woo als Direktor die Kunstausstellung „Beyond the Borders“. Außerdem lehrt er als Professor an der Incheon National University.
Die Arbeiten von Woo verbinden Techniken traditioneller Schrift- und Malkunst mit abstrakter, zeitgenössischer Malerei.

## Preise und Stipendien
- 1999: Grand Prize in the Korea National Art Exhibition (Gwa-Cheon)
- 2004: Dong-A Art-Preis des National Museum of Modern and Contemporary Art
- 2006: Dong-A Art-Preis der Suk-Nam Art Foundation (25thSuk-Nam Art Prize)

## Einzelausstellungen (Auswahl)
- 2005: Line Up (Kumho Art Gallery, Seoul)
- 2006: Line Up (Moran Art Gallery-Suknam Art Awardee Exhibition, Seoul)
- 2011: A Dead Tree is in Bloom (Westberg, Hamburg City Alternative Space, Deutschland)
- 2014: A Burial (Rikak Art Museum, Cheonan), Draw a Line (Grimson Art Gallery, Seoul)
- 2015 The visible power and the invisible power (Bode Galerie & Edition, Daegu)
- 2017 Memory of origin Bode Galerie & Edition, Nürnberg
- 2017 Ausstellung Woo  Indang Museum, Daegu in Südkorea
- 2018 Awakening of Nature and Human [1] (Arthouse Doodream - Jesu, Südkorea)
- 2018 Ost West – Ein Dialog zwischen Harry Meyer und Jong-Taek Woo  Kunstverein Eislingen, Baden-Württemberg
- 2019 Energy and Mediation [1] (Bambu Gallery - Seoul)
- 2020 The Being of Non-Being in the Tremendously Endless Time without Time[1] (BODE Project Container - Gyeonggi-do, Südkorea)
- 2021 Neue Arbeiten Bode Galerie & Edition, Nürnberg

## Gruppenausstellungen (Auswahl)
- 2001: The Korea National Art Exhibition (Seoul), The Exhibition of Revelation of an Image (Seoul), Art is Image (Seoul)
- 2002: Wound And Heal, International Art Festival, Dong-A Art Exhibition (NationalArt Museum, Gwa-Cheon), Wave 2002(Seoul)
- 2003: Dan-Won Art Exhibition (An-San museum)
- 2004: The Exhibition of Interchange of China-Korea, Chief Committee of So-Sa Bel Art Exhibition (Pyong-TaekPortMuseum), The Exhibition of Korean DistinguishedArtists (Dan-WanMuseum)
- 2005: Invited Exhibition of WestSea Art Fair (Pyong-TaekPortMuseum), The Exhibition of Winner Artists of Dan-Won Art Exhibition, Chief Committee of So-Sa Bel Art Exhibition (Pyong-TaekPortMuseum)
- 2006: The Exhibition of International Art Interchange (Indonesia)
- 2007: The Exhibition of Geumhofriend (Geumho Gallery), FlowerMayHuman (Aca Gallery-Seoul)
- 2008: Are you happy (Gallery The K-Seoul), The south coast’s mysterious land (Bikyung), 100 Place (GyeongnamDorip Art Gallery-Gyeongnam), Phase of Modern arts of Korea - Turkey (IstanbulArt Gallery)
- 2012: Swaying in the Jongno-gu Kavachnina Contemporary, (Miami, Fl.)
- 2019: Ost-West Dialogausstellung mit Harry Meyer, Bode Galerie & Edition im Kunstverein Kronach
- 2023: Leeungno Museum, Hongseong, Südkorea